# Spetaea lachenaliiflora
Spetaea es un género monotípico de plantas con flores perteneciente a la antigua familia Hyacinthaceae ahora  incluida con las escilóideas. Su única especie: Spetaea lachenaliiflora, es originaria de Sudáfrica en la Provincia del Cabo.

## Descripción
Es una planta perenne geofita que alcanza un tamaño de 0.1 - 0.5 m de altura.
Spetaea lachenaliiflora crece de bulbos subterráneos que tienen una túnica exterior de color marrón oscuro coriácea. Las hojas son lineales  y se producen al mismo tiempo que las flores; que son suaves, verdes y carnosas. Las flores nacen en un vástago vertical ( pedúnculo ) en una relación de muchas flores en racimo, que forma una forma cilíndrica estrecha. Las flores individuales tienen seis tépalos azules brillantes que están unidas en la base por cerca de dos tercios de su longitud y que producen una forma de campana estrecha. Los tépalos persisten en la etapa de fructificación. Los estambres tienen filamentos unidos entre sí en la base y a la base de los tépalos. Las semillas son ovoides de color negro. Tienen un hilio de color blanquecino prominente  que distingue a las especies de géneros afines.

## Taxonomía
Spetaea lachenaliiflora fue descrita por Wetschnig & Pfosser  y publicado en Taxon 52(1): 87. 2003.